# NGC 6154
NGC 6154 (другие обозначения — UGC 10382, MCG 8-30-12, ZWG 251.16, PGC 58095) — спиральная галактика с перемычкой (SBa) в созвездии Геркулес.
Этот объект входит в число перечисленных в оригинальной редакции «Нового общего каталога».